# Cœur de Frédéric Chopin

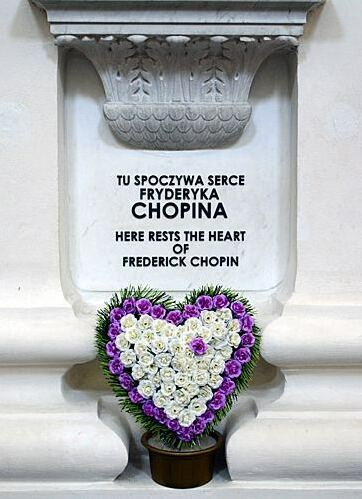
Inscription sur le pilier contenant le cœur de Frédéric Chopin dans l'église Sainte-Croix de Varsovie

On a retiré le cœur de Frédéric Chopin après sa mort le 17 octobre 1849. Le compositeur polonais craignant d'être enterré vivant, demanda à son médecin Jean Cruveilhier de procéder à une autopsie à la suite de son décès. La dépouille de Frédéric Chopin repose au cimetière du Père Lachaise à Paris, alors que son cœur se trouve dans l'église Sainte-Croix de Varsovie. On l'a placé, immergé dans l'alcool (probablement du cognac), dans un récipient en chêne.
Avant de mourir, Chopin fit part de sa volonté, que sa soeur aînée, Ludwika Jędrzejewicz, confie son cœur à une église locale de Pologne pour qu'il y soit enterré. Elle a réalisé ce souhait, faisant passer son cœur clandestinement par la frontière autrichienne vers la Pologne, dans l'ignorance absolue des douaniers russes. Il fut ensuite confié à l'église Sainte-Croix de Varsovie et placé dans les catacombes. Un journaliste local découvrit la boite où se trouvait le cœur ; celui-ci fut donc transféré dans la nef de l’église, scellé dans un cénotaphe encastré dans un pilier de l’église.
Au cours de l'insurrection de Varsovie en 1944, le cœur de Chopin fut déplacé de l'église vers le quartier général du commandant SS Erich von dem Bach-Zelewski par des responsables nazis. Par la suite, il a été restitué au peuple polonais et envoyé à Milanówek pour y être conservé. Le 17 octobre 1945, une délégation transporta le cœur à Varsovie, où il retrouva sa place dans l'église Sainte-Croix.
Les incertitudes concernant les raisons de la mort prématurée de Chopin ont poussé des universitaires et des scientifiques à demander l'analyse du tissu cardiaque. Alors que l'on pensait qu'il aurait succombé à la tuberculose, on a cependant émis l'hypothèse qu'il souffrait peut-être de la mucoviscidose. La demande d'analyse du tissu cardiaque a été refusée par le gouvernement polonais, mais en 2014 le cénotaphe a été secrètement vidé afin d'effectuer une analyse visuelle.

## Mort et ablation du cœur
Chopin meurt le 17 octobre 1849 à Paris. Le jour précédant sa mort, il demande à Jean Cruveilhier, son médecin, d'effectuer une autopsie. Cruveilhier satisfait la requête, retire le cœur de Chopin et l'immerge dans l'alcool (du cognac probablement). Son corps est alors enterré au cimetière du Père Lachaise à Paris et son cœur placé dans un récipient en verre scellé hermétiquement. Au début 1850, sa sœur transporte le cœur en Pologne. Celui-ci devient une relique et obtient une place très importante dans le culture polonaise.

## Le voyage clandestin du cœur vers la Pologne

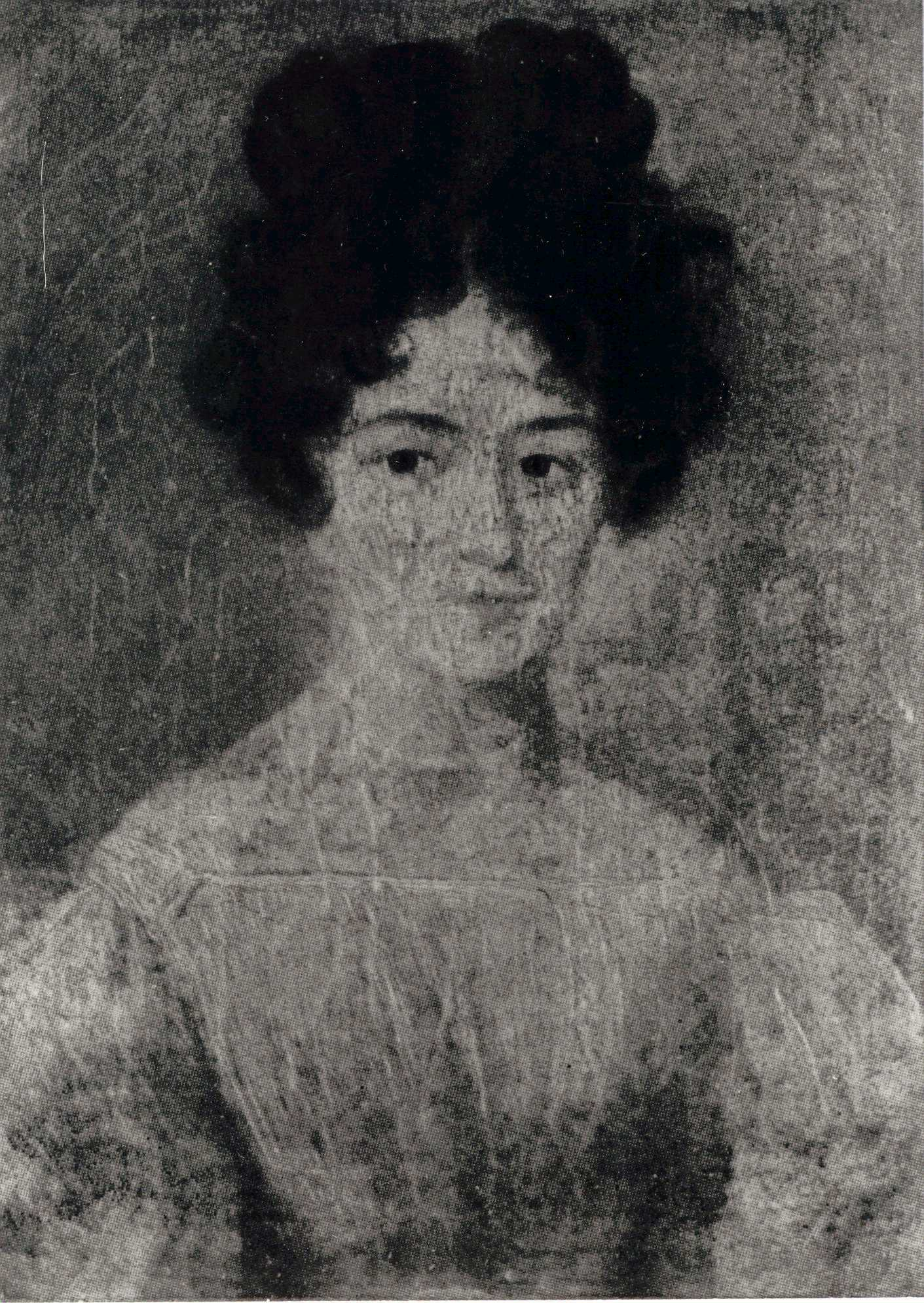
Ludwika Jędrzejewicz a fait passer clandestinement le cœur de son frère en Pologne en 1850.

Au début janvier 1850, la sœur aînée de Chopin, Ludwika Jędrzejewicz, prend le train depuis France vers la Pologne avec sa fille et le cœur de son frère. Cachant le cœur sous son manteau (ou sa robe), elle le fait passer clandestinement à la douane au nez et à la barbe des douaniers russes et autrichiens. L'historien de la musique soviétique Igor Boelza explique que Jędrzejewicz avait caché « un petit coffre en chêne sous sa robe. Dans celui-ci se trouvait un cercueil en bois d'ébène, contenant un récipient précieux avec le cœur de Chopin ».
À Varsovie, le cœur de Chopin est entreposé sur une commode chez Jędrzejewicz et la famille Kalasanty. Avant sa mort en 1855 Jędrzejewicz aurait peut-être organisé le transfert du cœur à l'église Sainte-Croix de Varsovie. Comme Chopin n'était pas un saint, il y eut oppositions au sein du clergé de l'église à l'idée d'enterrer le cœur dans la partie supérieure de l'église. C'est pour cela que le cœur a été caché dans les catacombes de l’église et y est resté intact et sans étiquette pendant plus de deux décennies. En 1878, le journaliste Adam Pług trouve le cœur dans une boîte et écrit un article dans un journal de Varsovie.

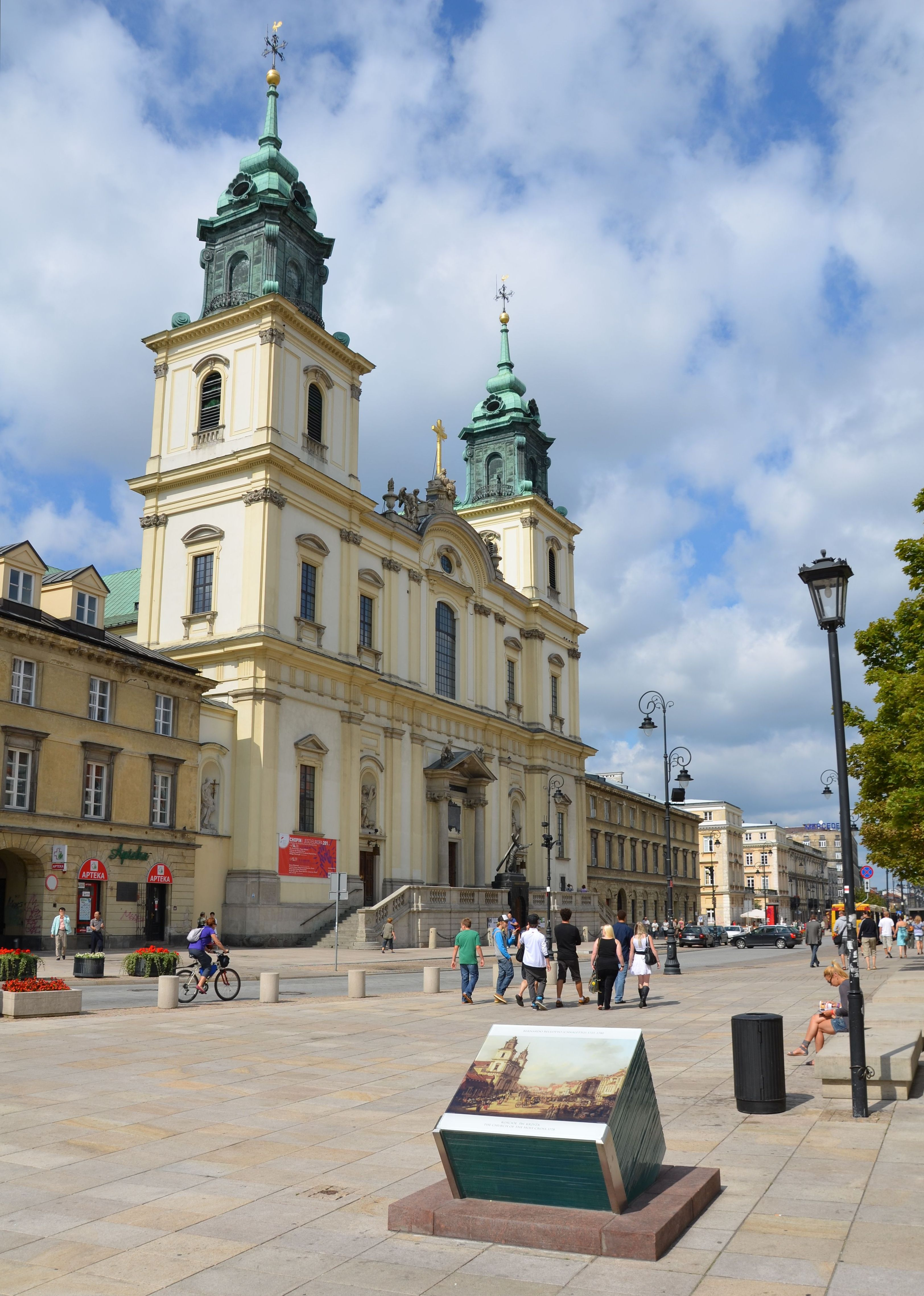
église Sainte-Croix de Varsovie

Le clergé de l'église a été convaincu de déplacer le cœur de Chopin dans la grande nef de l'église, car le cœur de la romancière Klementyna Hoffmanowa se trouvait dans la cathédrale du Wawel. Avec le soutien de l'administrateur apostolique Antoni Ksawery Sotkiewicz, le cœur est déplacé le 1er mars 1879 dans la partie supérieure de l'église et encastré dans le premier pilier de gauche, face à la grande nef de l'église. Le transfert du cœur s'effectue en secret par crainte des autorités tsaristes. Le compositeur Władysław Żeleński est l'un des organisateurs de la cérémonie. Une douzaine de personnes y assistent,.
Le 29 février 1880, le cœur de Chopin est consacré. Une tablette de marbre de Carrare taillée par le sculpteur Leonard Marconi et dédiée à la mémoire de Chopin est installée sur le pilier une semaine plus tard. Un verset biblique de Matthieu 6:21 est inscrit sur l'une des plaques : « Car là où est votre trésor, là aussi sera votre cœur. »,
Pendant des décennies à Varsovie, le cœur de Chopin a été l'unique monument public autorisé par les autorités tsaristes honorant le musicien. Celui-ci a suscité « des manifestations nationaliste secrètes». Suite l'indépendance de la Pologne en 1918. Le cœur de Chopin est devenu un sanctuaire ouvert. En 1926, l'archevêque Antoni Szlagowski disait de Chopin : « Tout notre passé chante en lui, tout notre asservissement pleure en lui, le cœur battant de la nation, le grand roi des douleurs. »

## Aux mains des nazis et restitution
En 1939 à la suite de la prise de Varsovie par l'armée allemande, la musique de Chopin est interdite, l'Institut Fryderyk Chopin est fermé et le monument Frédéric Chopin dans le parc Łazienki détruit. En 1944, Lors de l'insurrection de Varsovie, l'église Sainte-Croix est endommagée et tombe aux mains des nazis. Un prêtre allemand du nom de Schulze donne aux forces d'occupation la permission de prendre le cœur de Chopin pour qu'il ne soit pas endommagé. Le SS Heinz Reinefarth le remet au commandant SS Erich von dem Bach-Zelewski, qui le place dans sa collection de bibelots.
À la fin de l'occupation, Bach-Zelewski, connu pour sa répression brutale du soulèvement, rend le cœur. Le journaliste polonais Andrzej Pettyn (pl), qui a écrit un récit précis sur le cœur de Chopin, a écrit que le geste de Bach-Zelewski « visait à attenuer sa propre faute et à se présenter au monde sous un jour plus favorable ». Bach-Zelewski ordonne que le cœur de Chopin soit transféré à l'évêque auxiliaire de Varsovie, Antoni Szlagowski (pl) . Dans le cadre de la propagande nazie les autorités allemandes demandent à une équipe de tournage de documenter la remise du cœur à Szlagowski. La défaillance des projecteurs, au moment précis où l'urne contenant le cœur devait être remise, permet à Szlagowski de déclarer à ses collègues "Merci Seigneur, Cette fois, ces barbares ont échoué dans leur stratagème de propagande".
Escorté par un contingent de soldats allemands Szlagowski fait transférer le cœur à l'église Sainte-Hedwige de Milanówek.

## Milanówek puis retour à Varsovie
À son arrivée à Milanówek, on cache le cœur de Chopin, de peur que les Allemands ne tentent de le reprendre. Il est brièvement conservé dans la maison d'un professeur nommé Antoniewicz et ensuite dans l'appartement de la pianiste Maria Findeisen. Par la suite et jusqu'en octobre 1945, le cœur entre en possession de l'archevêque Szlagowski dans un petit cercueil en bois contenant l'urne, sur le piano de sa chapelle privée. Le musicologue Bronisław Edward Sydow (pl) contacte des responsables du gouvernement provisoire pour organiser une cérémonie de retour du cœur à l'église Sainte-Croix (qui à cette époque avait été en grande partie restaurée).
Le 18 septembre 1945 à Varsovie le Comité exécutif de la Célébration nationale du retour du cœur de Chopin est créé. À Milanówek, Sydow demande la vérification et l'analyse de l'état de la relique. À l'ouverture du conteneur, Sydow observe :

« L’urne est constituée d’une première boîte en chêne, lisse, avec un intérieur sombre, dans lequel se trouve une seconde boîte en acajou poli avec des marqueteries ornementées. Liée au couvercle, se trouve une plaque en argent en forme de cœur, sur laquelle sont gravées les dates de naissances et de décès de Frédéric Chopin. La boîte est renforcée par des plaques en plomb pour une protection contre l’humidité. À l’intérieur se trouve un grand bocal scellé hermétiquement, dans lequel, dans un alcool transparent, il y a le cœur parfaitement conservé de Chopin. La taille est remarquable, pour une personne de stature normale, le cœur est très large. On peut se demander si  cela n'est pas dû à une défaillance du cœur qui lui été fatale, en plus de la tuberculose. »

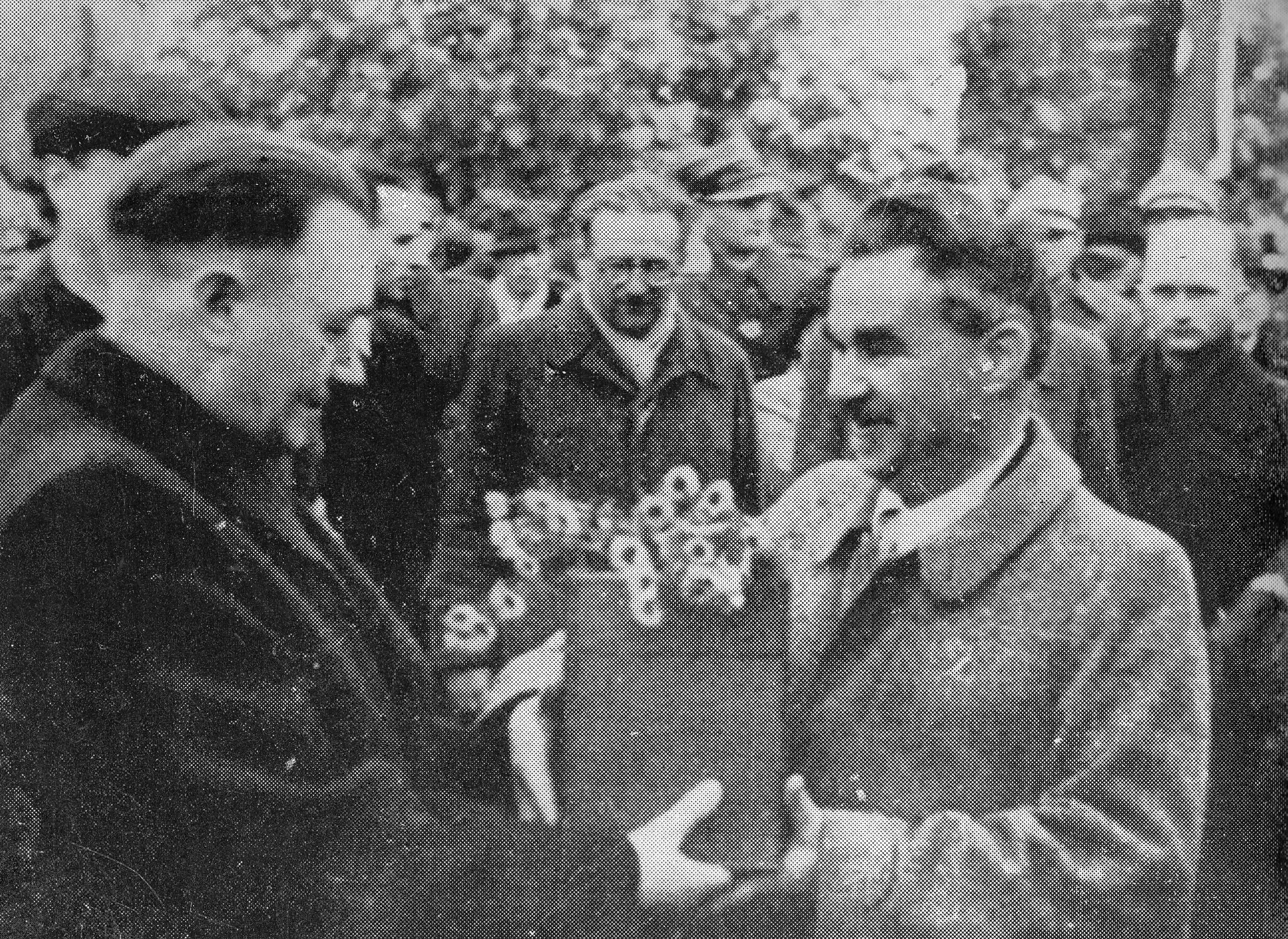
Le président Bolesław Bierut remet l'urne contenant le cœur de Chopin au maire de Varsovie Stanisław Tołwiński en 1945.

Le 17 octobre 1945, jour du 96e anniversaire de la mort de Chopin, l'urne contenant son cœur est remise à Léopold Petrzyk à Milanówek, dans la cour de l'église Sainte-Edwige. Une délégation comprenant le pianiste Bolesław Woytowicz le transporte ensuite en voiture jusqu'à Żelazowa Wola, le village natal de Chopin, via un parcours sinueux  90 kilomètres, itinéraire passant par Grodzisk Mazowiecki et Błonie. La foule s'est alignée le long de la route ornée de drapeaux polonais blancs et rouges,. Petrzyk transmet l'urne au président de l'époque, Bolesław Bierut, qui la remet ensuite au maire de Varsovie Stanisław Tołwiński (pl).
Après à un court concert du pianiste Henryk Sztompka (pl), la délégation se rend à Varsovie. Wiktor Grodzicki (pl) prononce alors un discours de bienvenue, disant notamment :

« Ce cœur a battu il y a 135 ans, près de Zelazowa Wola, et a battu encore plus vivement au son des mélodies populaires, des paysans, quelques années passèrent, et ces mêmes paysans, ces mêmes chants mazurians, amplifiés mille fois par le cœur et le génie de Chopin, résonnaient déjà au travers de toute l’Europe, aujourd’hui, 96 années après l’arrêt de ce cœur - ils résonnent dans le monde entier, démontrant l’immortalité de ses mélodies, cette culture, notre nation. »

Après l'arrivée du cœur à Varsovie, un après-midi de service commémoratif à l'église Sainte-Croix est transmis à la nation, en présence du président et du Premier ministre polonais. Un éloge funèbre prononcé par le professeur en musicologie Hieronim Feicht (pl) est décrit par le journal Życie Warszawy comme « une analyse poussée des valeurs artistiques de la musique de Chopin ». Le cœur est ensuite replacé dans le pilier situé sous le buste de Chopin créé par le sculpteur Andrzej Pruszyński (pl).

## Exhumation et examen secrets

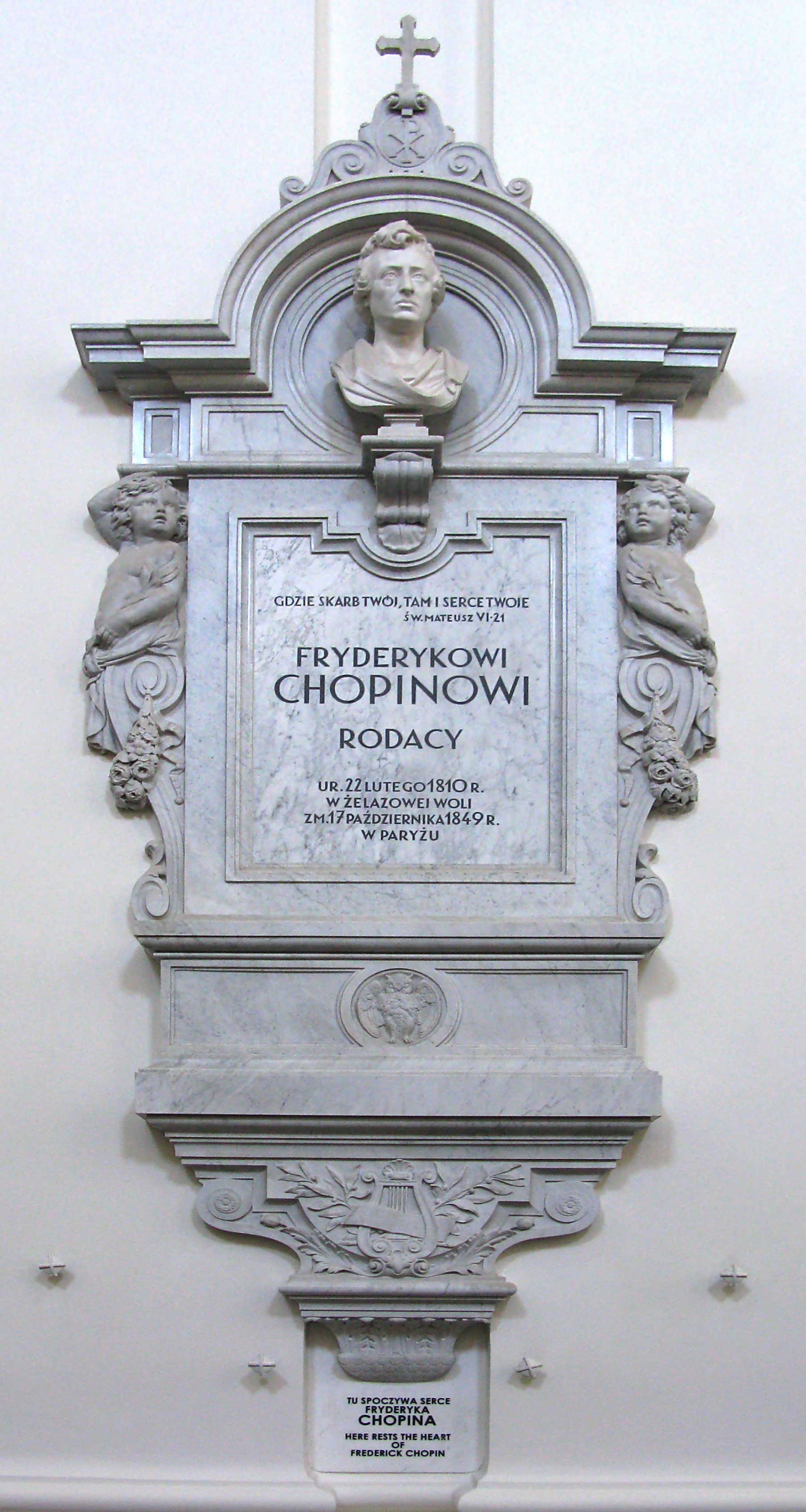
Le pilier de l'église Sainte-Croix contenant le cœur de Chopin.

Au fil du temps, des spéculations sur la cause de la mort de Chopin ont mené à la volonté d'examiner son cœur. En 2008, des universitaires demandent une analyse ADN des tissus pour déterminer si Chopin était mort d'une mucoviscidoseau lieu de la tuberculose. À l'époque de Chopin, la mucoviscidose n'avait pas été découverte, mais on a pensé qu'elle était une meilleure explication à ses symptômes. La demande est refusée par le gouvernement polonais.
Le 14 avril 2014, un groupe de responsables de l'Église, de scientifiques et de représentants de l'Institut Frédéric Chopin exhument l'urne contenant le cœur de Chopin. Les chercheurs examinent le cœur en secret, et se limitent à une inspection visuelle sans ouvrir le pot. Ils ont pris des photos, scellé l'urne avec de la cire. Ils ont révélé qu’ils avaient procédé à une inspection seulement cinq mois plus tard.
Dans un article de the American Journal of Medicine de 2017, des scientifiques publient leurs conclusions. Ils écrivent que le cœur souple et massivement engorgé semblait avoir été retiré en utilisant la « méthode française » : l'extraire et sectionner l'aorte et l'artère pulmonaire. La surface du cœur avait un aspect givré, étant recouverte d'un « revêtement d'aspect fibreux fin, blanchâtre et massif ». Des épanchements hémorragiques ont été observés, ainsi que trois petits nodules blanc comme du verre. Les auteurs de l'article en ont conclu que Chopin souffrait d'une péricardite provoquée par la tuberculose. Une lettre à l'éditeur publiée dans l' American Journal of Medicine remettait en question le diagnostic de tuberculose.
La prochaine analyse du cœur ne devrait pas avoir lieu avant 2064.

## Lectures complémentaires
- Steven Lagerberg, Chopin's Heart: The Quest to Identify the Mysterious Illness of the World's Most Beloved Composer, S. Lagerberg, 2011 (ISBN 978-1-4564-0296-9)